# Hebridean (Mouton)
Le Hebridean est une race de petit moutons noir d'Écosse, semblable à d'autres membres du groupe des moutons d'Europe du Nord à queue courte. Ils ont une courte queue triangulaire. Ils ont souvent deux paires de cornes. Ils ont été autrefois nommés moutons de "St Kilda", bien que contrairement aux moutons Soay et Boreray, ils ne sont probablement pas originaire de l'archipel Saint-Kilda.

## Caractéristiques

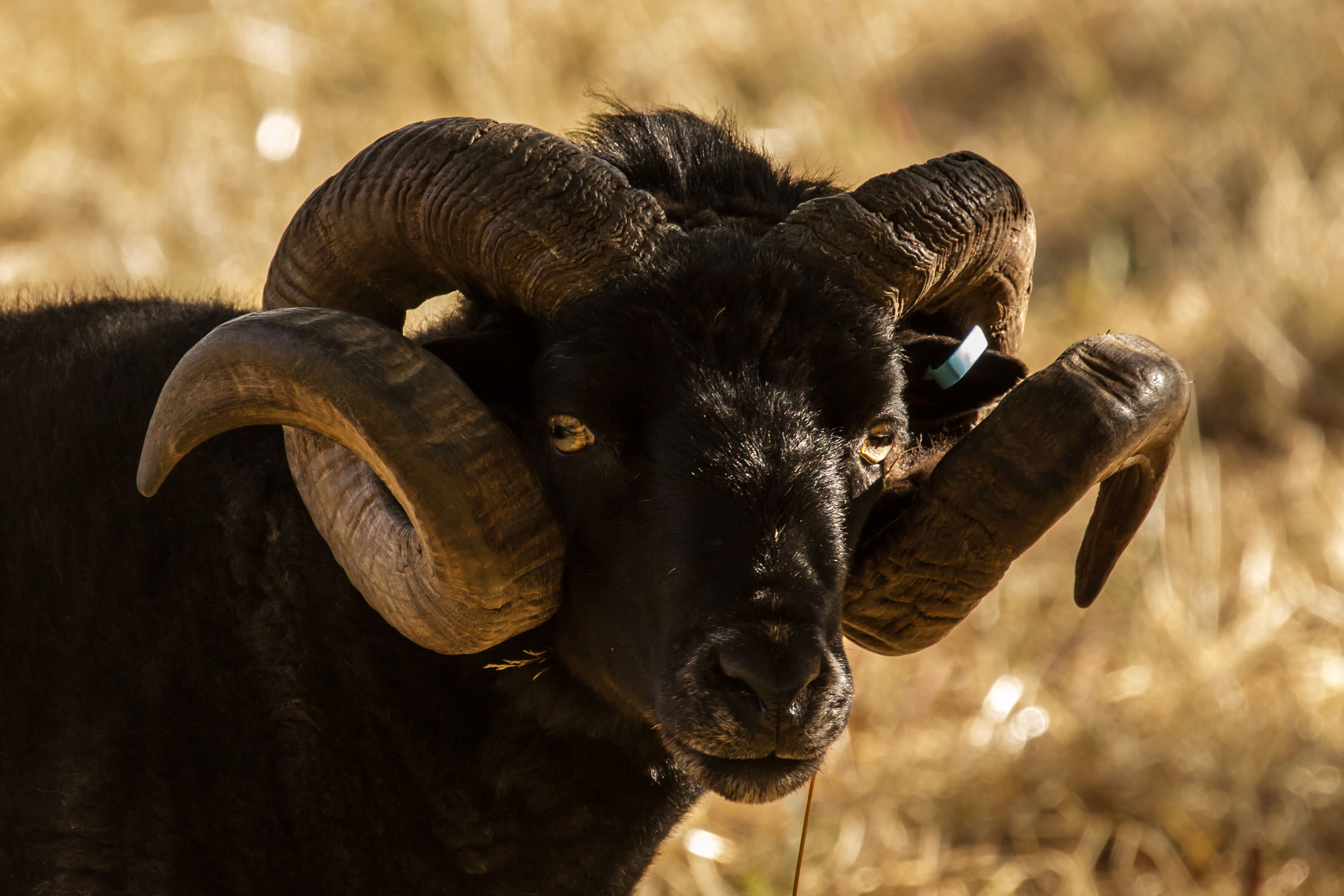
Un Hebridean noir mature avec les cornes en spirale

Les Hébrides modernes ont une laine noire, plutôt grossière, qui s'estompe au brun au soleil et devient souvent grise avec l'âge ; il n'y a pas de laine sur le visage ou les jambes. Si elle n'est pas tondue, la laine peut muer naturellement au printemps. Les béliers et les brebis ont généralement une paire de cornes, mais en ont souvent deux ou même plusieurs paires (polycérate), et parfois aucune. Ils sont considérablement plus petits que la plupart des autres races de moutons, les brebis adultes ne pesant que 40 kg et les béliers légèrement plus lourds, environ 50 ou 60 kg. Il a été rapporté que le tissu musculaire et les graisses des Hebridean ont significativement moins de cholestérol que les autres races[réf. nécessaire]. Les Hebrideans sont robustes et capables de se développer sur les pâturages, et sont donc souvent utilisé comme la conservation de pâturage des animaux à maintenir les prairies ou landes habitats. Ils sont particulièrement efficaces pour contrôle du gommage, ayant une forte préférence pour le broutage.

## L'histoire

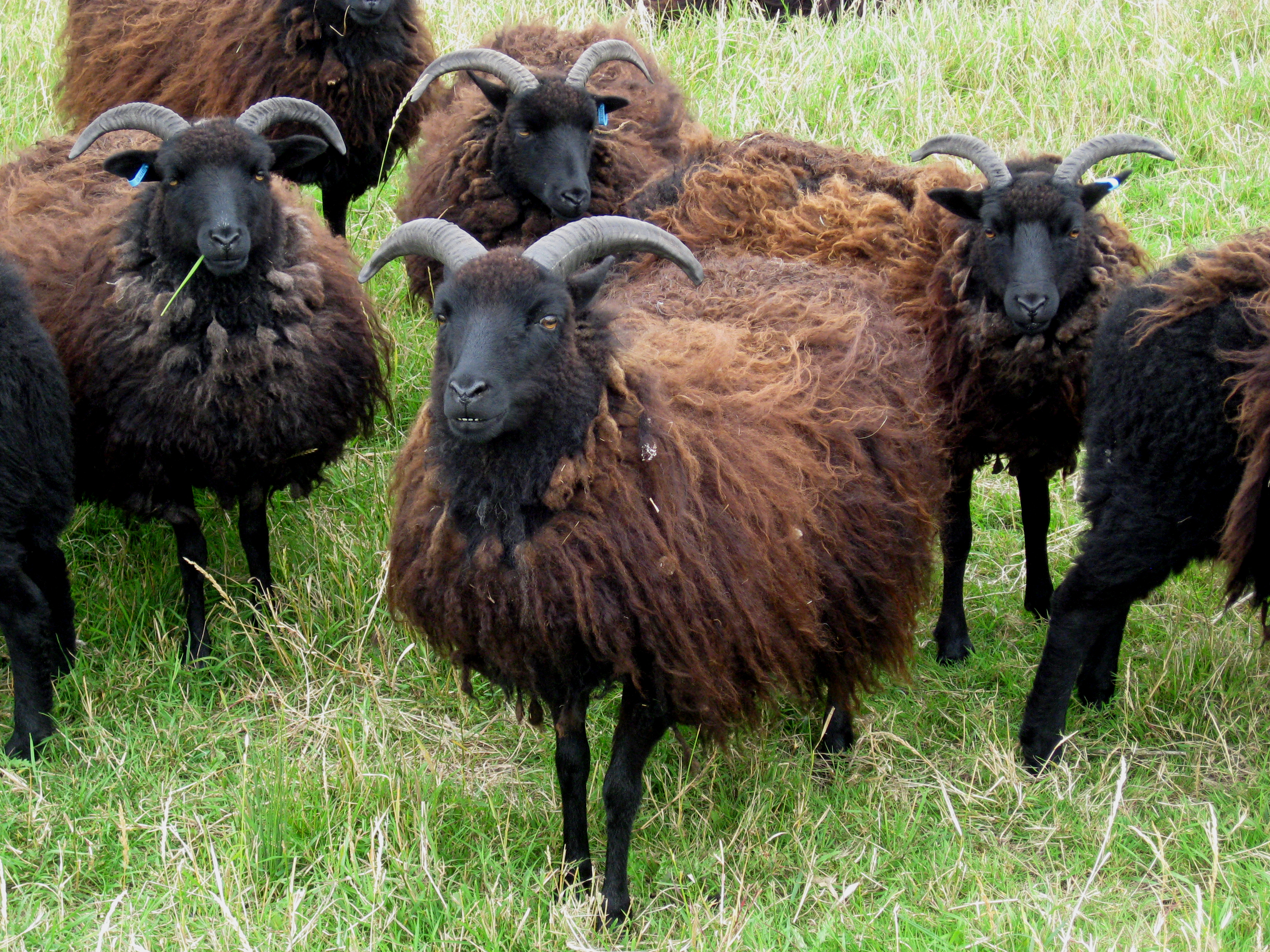
Un troupeau de mouton Hebridean

Les moutons élevés dans toute la Grande-Bretagne jusqu'à l'Âge du fer étaient de petite taille, à queue courte, de couleurs variées. Ceux-ci ont survécu jusqu'au XIXe siècle, dans les Highlands et les Îles comme le 'Scottish Dunface', qui avait diverses variétés locales, dont la plupart ont aujourd'hui disparu (certains survivent, comme le Shetland et le North Ronaldsay). Les Dunfaces conservés dans les Hébrides étaient très petits, avec des visages et des jambes blanches; leur corps était généralement blanc, mais souvent noir, brun, roux ou gris. La toison était courte et douce, et ils étaient généralement à cornes pour les deux sexes, beaucoup d'entre eux ayant deux ou même trois paires de cornes. Le Dunface a été progressivement remplacée par des races à longue queue comme le Scottish Blackface et le Cheviot; il s'est éteint  sur le continent et, enfin, sur l'archipel des Hébrides.
Les derniers mouton natif Hebridean ont vécu à Uist, et dans les années 1880, certains ont été emmenés à partir de là à Storrs Hall à Windermere, dans le comté de Cumbria, dans le nord de l'Angleterre. Ces moutons ont été distribués comme animaux d'ornement à différents domaines en Angleterre et en Écosse, généralement appelé moutons de "St Kilda". Finalement, seuls les moutons noirs sont restés dans ces troupeaux. Le gène noir porté par les Hebrideans est absent des moutons endémiques d'Europe, mais il existe dans certains types du Moyen-Orient. On croit qu'il a été acquis, à un certain moment par le Hebridean (et aussi par le Black Welsh Mountain sheep (en)) à la suite d'un croisement avec le mouton de Jacob, qui serait dérivé de moutons du Moyen-Orient ou de la Méditerranée et qui a également été largement conservé comme animal d'ornement.
En 1973, les Hebrideans ornementaux ont été identifiés par le Rare Breeds Survival Trust comme étant dans le besoin de conservation. Depuis lors, la race a été relancée, et elle n'est plus considérée comme rare ; elle est conservée dans de nombreuses parties du monde, y compris des îles Hébrides natales.